# 中京テレビクリエイション
株式会社中京テレビクリエイション（ちゅうきょうテレビクリエイション、英: Chukyo TV Creation Co., Ltd.）は、住宅展示場（中京テレビハウジング）の管理・運営、ビルの賃貸・管理、放送外でのビジネス開発事業、テーマパークやステージショーの招聘・運営などを手がける企業として設立された会社。中京テレビ放送の連結子会社。
本社所在地は同局と同じく愛知県名古屋市中村区平池町の中京テレビ本社ビル。

## 概要
当社の法人登記上の存続会社である株式会社中京テレビサービスは、1985年に株式会社レオとして設立し、1995年に株式会社中京テレビ開発と合併して上記に社名変更したものである。
2022年7月、1969年4月の中京テレビ放送開局に合わせて、同年2月に設立された株式会社中京テレビ興業を母体とした株式会社中京テレビ事業（1976年に社名変更）という中京テレビが主催する各種文化事業の企画・運営を担っていた会社と経営を統合、中京テレビサービスを存続会社として、現社名に改められた。
合併後は、中京テレビサービスによる不動産管理事業（ビル事業部）・住宅展示場事業（ハウジング事業部）の他、中京テレビ事業が手掛けたイベント（イベント事業部・ネーションワイド事業部・チケット事業部）、名古屋アンパンマンこどもミュージアム&パーク（長島温泉）の管理運営、その他新規ビジネス開拓のためのビジネス事業部・ビジネス営業部などを持っている。

## 住宅展示場「中京テレビハウジング」
当社が運営する住宅展示場として「中京テレビハウジング」を、2021年（令和3年）時点で愛知県内に4か所を展開しており、特に休日にはキャラクターショーをはじめとする各種イベントが開催されるほか、8月には日本テレビ系列で毎年放送される24時間テレビの募金会場となる。

### 展示会場

#### 現在
- 中京テレビハウジング大府（旧展示場名：中京テレビハウジングプラザ大府）（大府市）
- 中京テレビハウジング西尾（旧展示場名：中京テレビハウジングプラザ西尾）（西尾市）
- 中京テレビハウジング豊橋南（旧展示場名：中京テレビハウジングプラザ豊橋南）（豊橋市）
- 中京テレビハウジング小牧 チュウキョ〜くんタウン（小牧市）
  - 2021年（令和3年）9月5日、旧小牧国際ボウル跡地にオープン[7][8]。

#### 過去
- 中京テレビハウジングみなと（旧展示場名：中京テレビハウジングパークみなと）（名古屋市港区）（2005年（平成17年）オープン、2020年（令和2年）3月1日閉鎖）
- 中京テレビハウジングプラザ神宮（名古屋市熱田区花表町）（2005年（平成17年）閉鎖）
  - 現在DCM21熱田店に姿を変えている。ハウジングプラザ神宮には赤い煙突が目印として立っていた。

### 画像

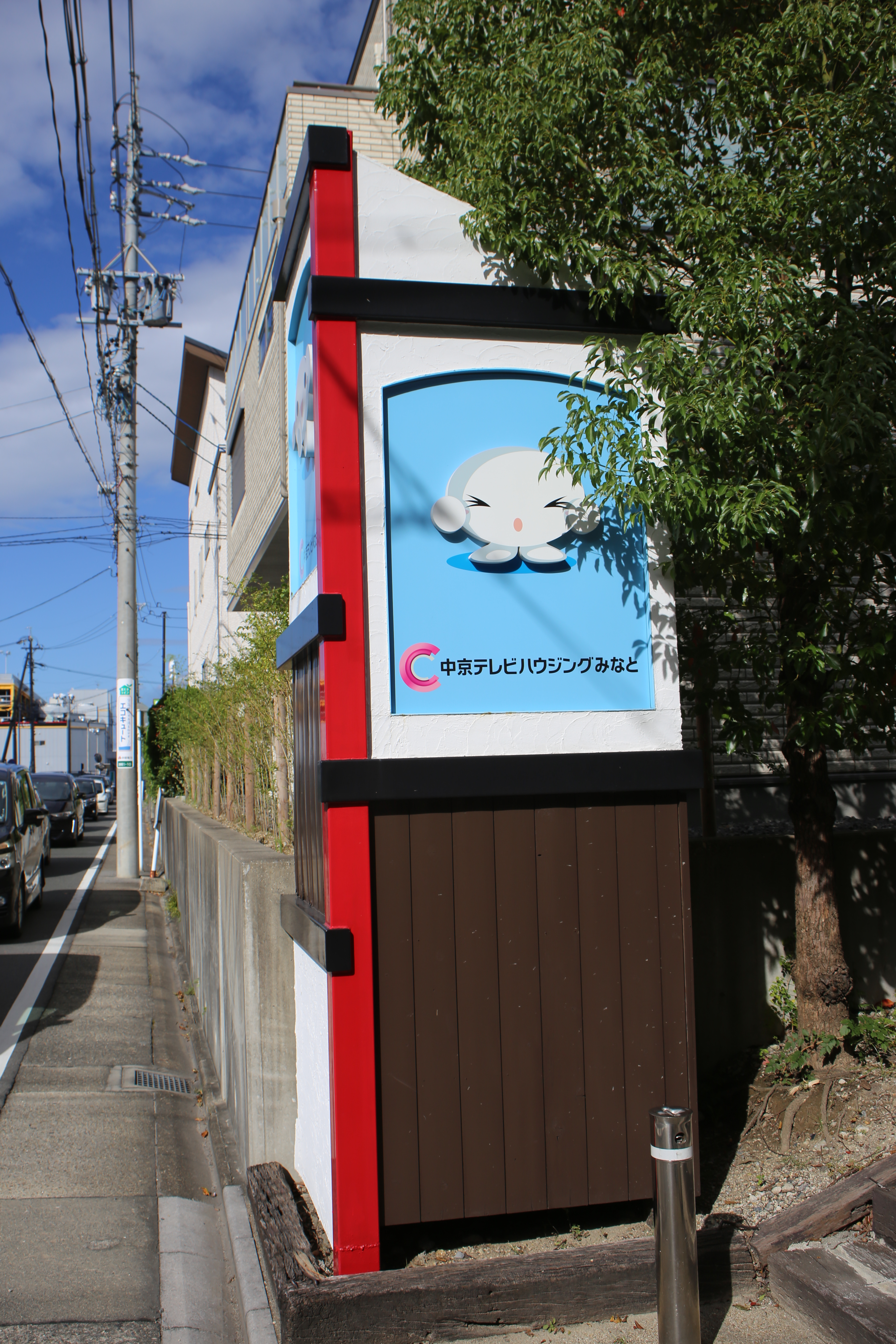
中京テレビハウジングみなと
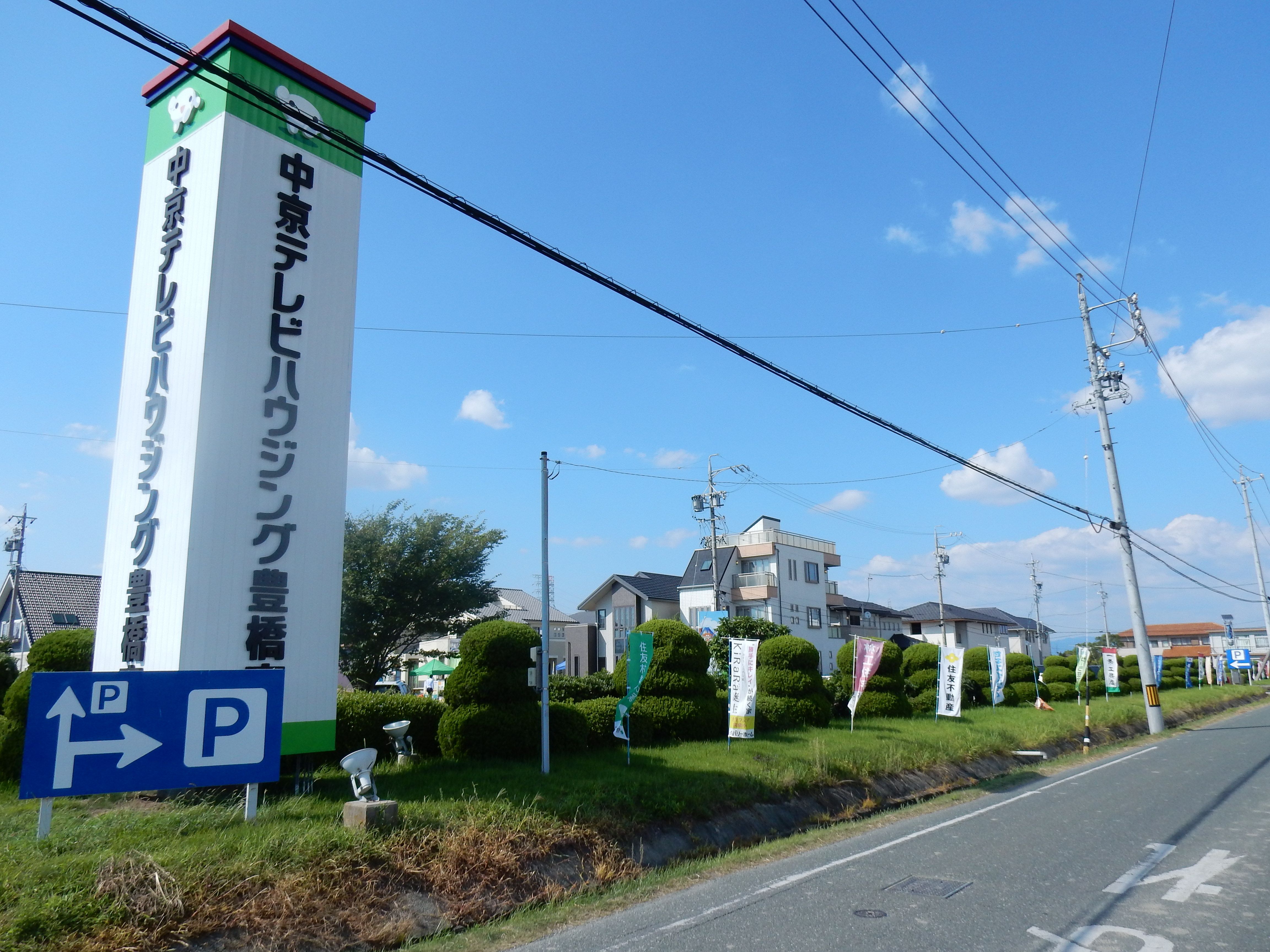
中京テレビハウジング豊橋南